# 回龍山石刻
回龍山石刻位於四川省南充市南部縣，文物遺址年代判定為唐代。2007年6月1日公佈為四川省第七批文物保護單位。